# Behringer

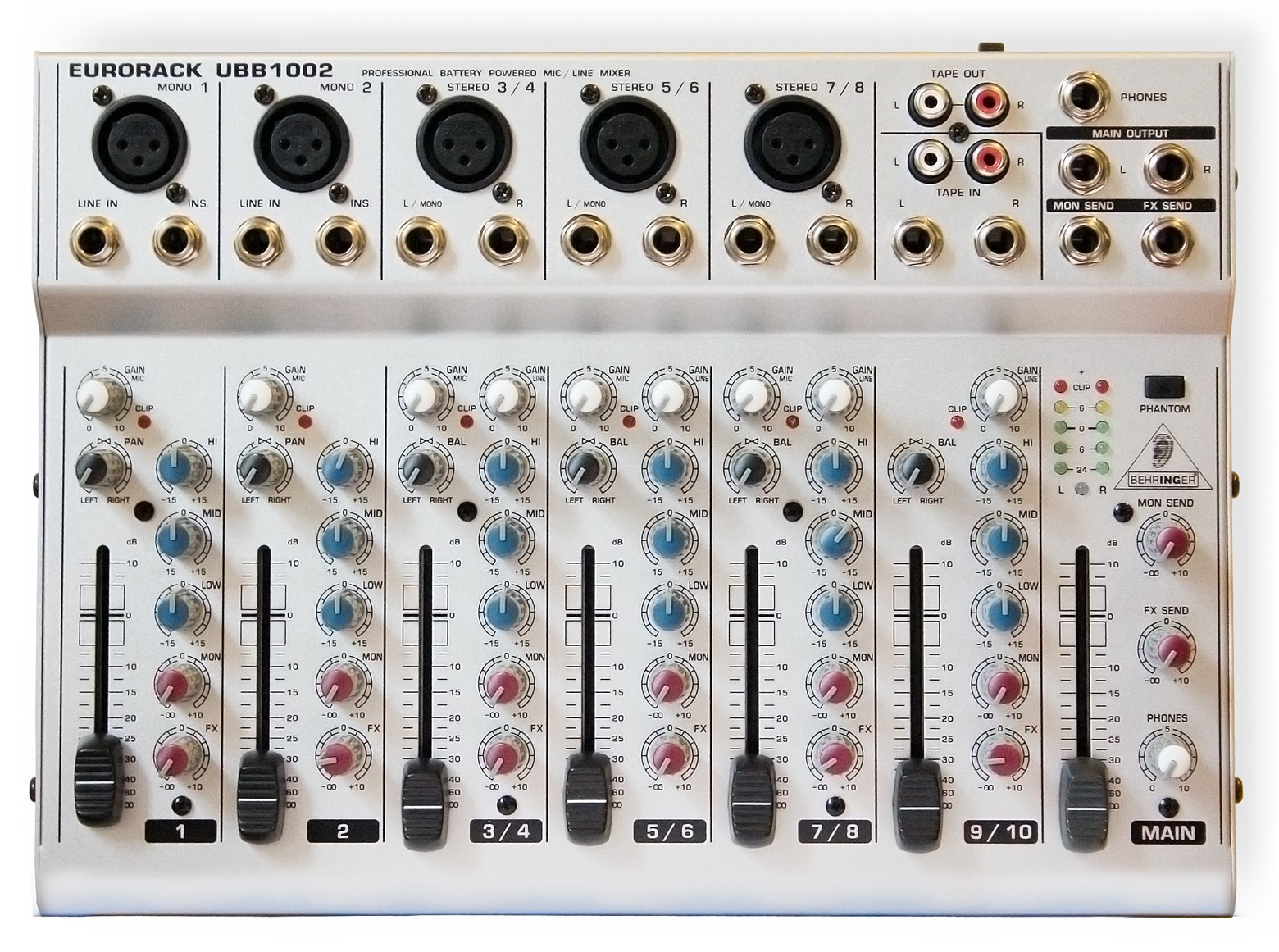
Mixer UBB1002 da Behringer.

Behringer é uma empresa alemã sediada em Willich (Renânia do Norte-Vestfália). Foi fundada pelo engenheiro de som Uli Behringer em 1989.
Originalmente, a Behringer possuía fábricas na Alemanha. Hoje, a maior parte de sua produção é feita na China, abrangendo mixers, microfones, equipamentos para estúdios de gravação e DJs, instrumentos musicais, como guitarras elétricas, baixos elétricos e sintetizadores, além de pedais, amplificadores e outros produtos.

## Problemas legais
Em fevereiro de 2006 a Federal Communications Commission (FCC, órgão regulador da área de telecomunicações e radiodifusão dos Estados Unidos) advertiu a Behringer com uma multa de um milhão de dólares por não ter efectuado testes ao limites de radiofrequências da legislação estadunidense dado que já tinha sido aprovado nos testes CE europeus, mais exigentes.